# Jan Sithole
Pour les articles homonymes, voir Sithole.
Jan Sithole, né vers 1953, est un syndicaliste puis homme politique swazilandais. Il est, avec Mario Masuku, l'un des militants prééminents pour la démocratie dans le pays.

## Biographie
D'abord secrétaire général de la Fédération des syndicats du Swaziland, il met en avant une liste de vingt-sept demandes de réformes sociales et économiques progressistes. Puis il entre en politique et devient chef du Parti démocrate du Swaziland (Swadepa, centre-gauche) à la fondation de ce parti en 2011. Alors que les opposants à la monarchie absolue du roi Mswati III boycottent généralement les élections, en soulignant que le Parlement n'a presque aucun pouvoir, Jan Sithole change finalement de position à ce sujet choisit la voie de la participation aux institutions politiques du pays. Les partis politiques n'étant pas autorisés à prendre part formellement aux scrutins, il se présente sans étiquette aux élections législatives en septembre 2013, et est élu député de Manzini-nord à l'Assemblée, devançant l'ancien ministre du Tourisme Macford Sibandze dans cette circonscription,,,.